# Ficus odoardii
Ficus odoardii är en mullbärsväxtart som beskrevs av George King. Ficus odoardii ingår i släktet fikonsläktet, och familjen mullbärsväxter. Inga underarter finns listade i Catalogue of Life.